# 呼吸根

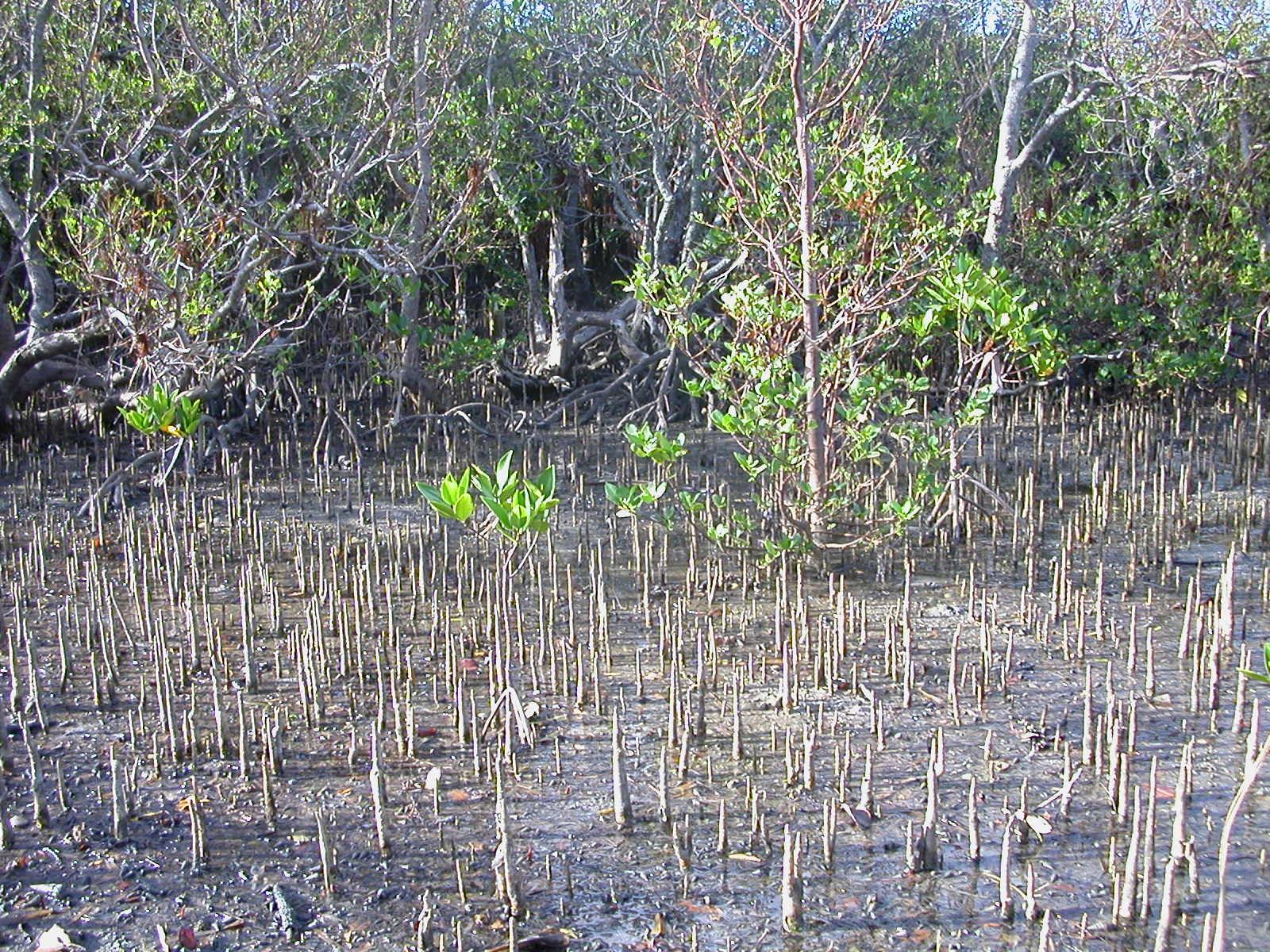
マヤプシキの呼吸根（直立根）

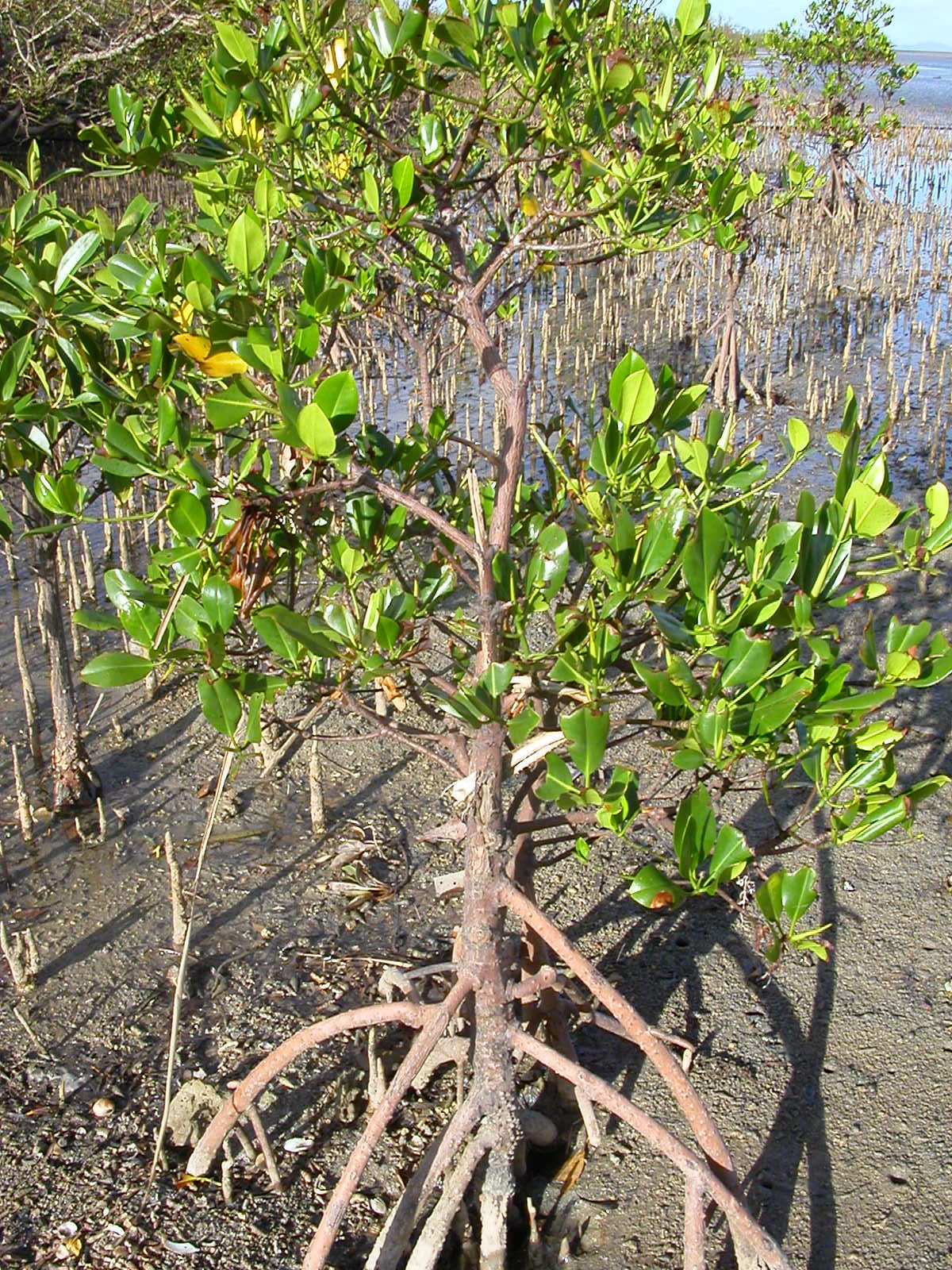
ヤエヤマヒルギの支柱根（沖縄県石垣島名蔵湾）

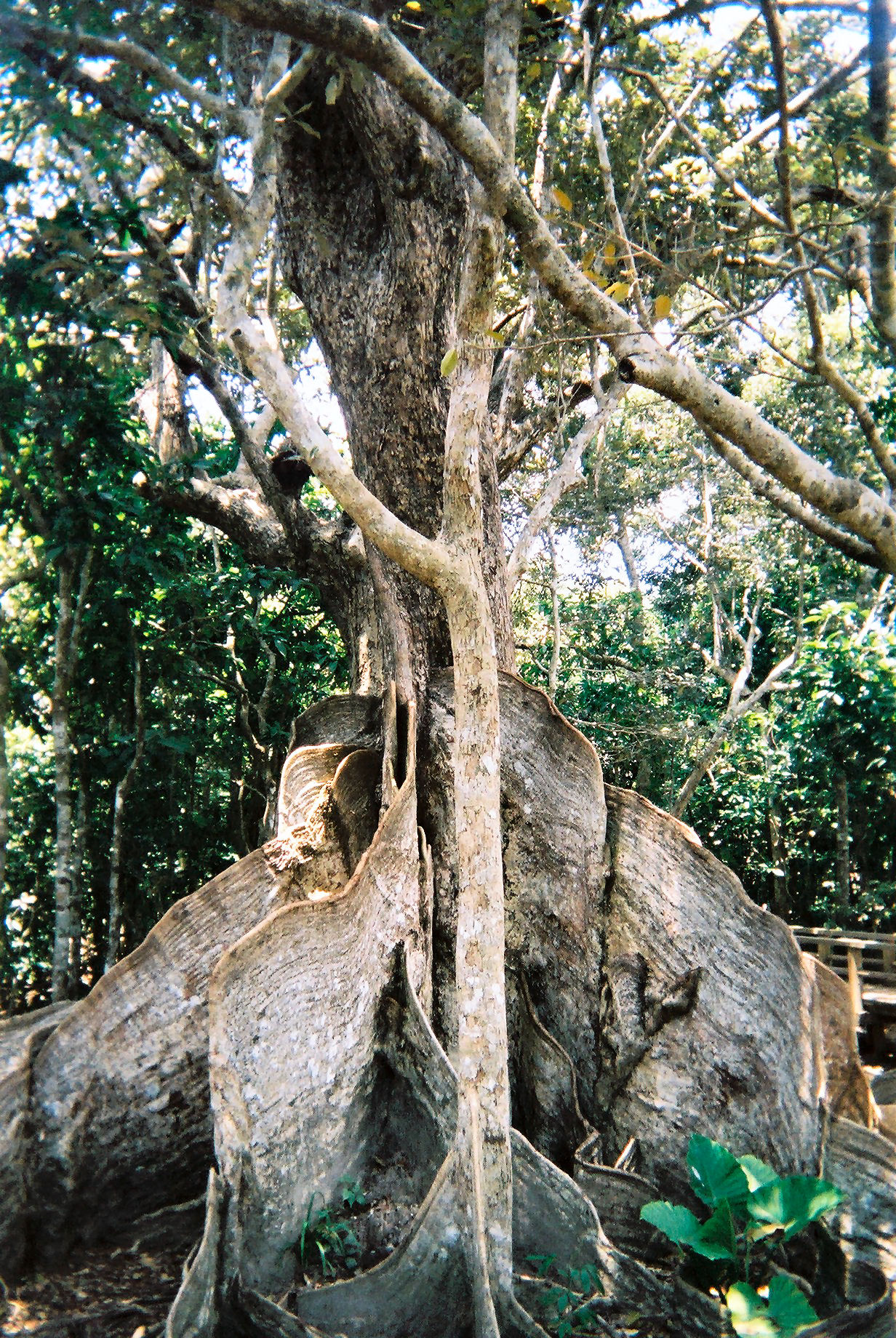
サキシマスオウノキの板根（沖縄県西表島）

呼吸根（こきゅうこん、respiratory rootまたはpneumatophore）とは、水生植物などに見られるもので、呼吸のためのガス交換を行うために、特別な構造を持つ根のことである。なお、気根（aerial root）は、土中ではなく空気中に出ている根の総称をさす。

## 概要
呼吸根とは、植物の器官のひとつで、根の変形である。一般に根は正の走地性をもち、下方向へ伸びるものだが、呼吸根は上向きに伸びて地表から顔を出す。その形態はさまざまである。
一般に根は地下にあっても、その表面でガス交換を行うが、地中は酸素濃度が低く、さらに水で充満した場合、ほとんど酸素が得られないことが多い。そのため、水中の泥に根を下ろすものには、ハスのように地下茎に空気を取り込む管を持っている例があるが、それもこれに対する適応である。同様に、根の一部が地中から出てくるのも、呼吸のための仕組みであり、これらを呼吸根と言う。
マングローブ植物の呼吸根は根の表層の細胞間隙が著しく発達しており、ミズキンバイなどの水生植物の呼吸根は海綿状になっている。このように根の表面・表層が呼吸がしやすい特殊な構造となっている。

## 樹木の例
呼吸根として知られる構造の一つは、湿地性の樹木に見られるものである。上記のように水湿地では深くまで根がはいることは呼吸の難しさのために困難であるが、樹木である限りはある程度以上はしっかりと根を張って体を支えなければならない。そのため、根は地中浅くを横に伸び、所々で地表に顔を出すのが呼吸根である。
マングローブ植物には呼吸根をもつ植物が多い。形は種によってさまざまである。
- オヒルギでは、地中を横にはう根の所々が地表に盛り上がるように顔を出してはまた潜り込む、という形のものを作る。膝を立てたところに似ていることからこれを膝根（しっこん）という。これには根の一部が盛り上がって顔を出す直立膝根と、根そのものが曲がって顔を出し、その部分が盛り上がる屈曲膝根がある。
- ヒルギダマシやマヤプシキでは、やはり地中を横に走る根から直立する突起状のものが地表から突き出る。これを直立根と言う。
- ヤエヤマヒルギでは、幹の根元より上から側面に根を出し、これが枝分かれしながら地中に向かう。その姿から支柱根と言う。同様のものはタコノキなどにも見られるが、ヤエヤマヒルギの場合は呼吸根の役割をかねていると見られる。
- メヒルギやホウガンヒルギでは、根の一部が板状に顔を出し、板根と呼ばれる。

淡水の湿地ではヌマスギが直立膝根をもつ。
これらの呼吸根は樹木なので堅く、その表面は樹皮に被われているが、多数の皮目が見られることが多い。

## 草本の例
アカバナ科のミズキンバイやチョウジタデは水田周辺などにも出現する湿地植物で、その根が水面下に伸びることもよくある。その際、呼吸根を出す場合がある。これらの植物の呼吸根は、上記の例では直立根のように、地下の根から枝分かれとして突き出したものであるが、草だけに柔らかく、真っ白で表面に根毛が密生しており、柔らかくて浮力によって水中を上向きに伸びる。これを浮根という。